# 영국-독일 해군 협정
영국-독일 해군 협정(영어: Anglo-German Naval Agreement, AGNA)은 1935년 6월 18일 영국과 독일 사이에 전쟁해군의 규모를 영국 왕립 해군과의 관계에서 규제한 해군 협정이다.
영국-독일 해군 협정은 전쟁해군 총 톤수가 영국 왕립 해군 총 톤수의 35%가 영구적으로 되는 비율을 고정했다. 이 협정은 1935년 7월 12일 국제연맹 조약집에 등록되었다. 이 협정은 아돌프 히틀러에 의해 1939년 4월 28일 폐기되었다.
영국-독일 해군 협정은 영국과 독일 모두 더 나은 관계를 구축하려는 야심찬 시도였지만, 결국 양국 간의 상충되는 기대 때문에 좌절되었다. 독일에게 영국-독일 해군 협정은 프랑스와 소련에 대항하는 영국-독일 동맹의 시작을 알리려는 의도였지만, 영국에게는 독일 팽창주의를 제한하기 위한 일련의 군비 제한 협정의 시작이었다. 영국-독일 해군 협정은 35:100의 톤수 비율이 독일에게 베르사유 조약이 설정한 한계를 넘어서는 해군 건설 권한을 부여했고, 런던이 프랑스나 이탈리아 정부와 상의 없이 협정을 체결했기 때문에 논란이 많았다.

## 배경
1919년 베르사유 조약 제5부는 독일군 병력의 규모와 역량에 심각한 제한을 가했다. 독일은 잠수함, 해군 항공기를 보유할 수 없었으며, 단지 6척의 구식 프레드레드노트급 전함만 허용되었다. 독일에 허용된 전체 해군 병력은 배수량 10,000톤 이하의 장갑함 6척, 배수량 6,000톤 이하의 경순양함 6척, 배수량 800톤 이하의 구축함 12척, 그리고 어뢰정 12척이었다.
전간기 내내 독일 여론은 이러한 제한을 가혹하고 불공정하다고 항의했으며, 다른 모든 유럽 국가들이 독일 수준으로 군축하거나, 독일이 다른 모든 유럽 국가들의 수준으로 재무장하도록 허용되어야 한다고 요구했다. 1919년 이후 베르사유 조약의 과도하게 가혹한 조건에 대한 죄책감이 느껴지던 영국에서는, 독일의 군비 "평등" 주장이 상당한 공감을 얻었다. 더 중요하게는, 바이마르 공화국의 모든 독일 정부는 베르사유 조약의 조건에 완강히 반대했으며, 독일이 잠재적으로 유럽에서 가장 강력한 국가라는 점을 고려할 때, 영국의 관점에서 베르사유 조약을 독일에게 유리하게 개정하는 것이 평화를 유지하는 최선의 방법이라고 생각되었다. 게다가 독일의 어느 정도 재무장을 허용함으로써 영국은 독일을 영국 이익에 유리한 위치로 끌어들일 수 있었고, 베르사유 조약보다 낫지만 자유로운 재무장에는 못 미치는 입장을 제안함으로써 독일 군국주의를 완화할 수 있었다. 1935년 외무부 메모에 잘 요약된 영국의 태도는 "...전쟁 이후 초창기부터 우리의 정책은 실용적인 사람들로서 우리가 불안정하고 방어할 수 없다고 알고 있던 평화 정착의 부분을 제거하는 것이었다"고 명시했다.
1933년 독일의 정권 변화는 런던에 경종을 울렸지만 히틀러의 장기적인 의도에 대한 상당한 불확실성이 있었다. 제국 국방 위원회 (CID) 사무관인 모리스 행키 경은 1933년 8월 독일을 방문했고, 그해 10월 "신 독일"에 대한 인상 보고서를 작성했다. 그의 보고서는 다음과 같은 말로 결론지었다.
우리는 여전히 나의 투쟁의 히틀러를 다루고 있는가? 그는 폴란드를 공격할 날이 올 때까지 그의 적들을 감언이설로 재워서 시간을 벌고, 그의 민족을 무장시키려 하는가? 아니면 그는 책임 있는 직책의 부담을 발견하고, 그의 무책임했던 시절의 약속에서 벗어나고 싶어 하는 새로운 히틀러인가? 이것이 해결해야 할 수수께끼이다.
히틀러의 궁극적인 외교 정책 의도에 대한 이러한 불확실성은 1939년 제2차 세계 대전 발발로 인해 전자의 질문이 명확히 해결될 때까지 독일에 대한 영국 정책의 많은 부분을 특징지었다.

## 런던 해군 군축 회담
이 협정의 기원 중 하나로 동등하게 중요한 것은 1921~1922년 워싱턴 회담과 1930년 런던 해군 군축 회담 이후 영국 왕립 해군에 가해진 심각한 감축이었다. 두 회담에서 부과된 감축은 대공황의 영향과 결합되어 1930년대 초 영국 조선 산업의 상당 부분을 붕괴시켰다. 이는 10년 후 영국의 해군 재무장 노력을 심각하게 방해하여, 영국 해군 본부로 하여금 잠재적 적국에 대한 양적 및 질적 제한을 포함하는 조약을 영국 왕립 해군의 해상 우위를 보장하는 최선의 방법으로 여기게 만들었다. 마이올로는 잠재적 적국이 자발적으로 해군 규모와 범위에 제한을 두는 것이 실제로는 거의 중요하지 않다고 주장한다. 특히 1933년부터 1938년까지 제1해군경이었던 어언리 채트필드 경은 그러한 조약에 찬성하는 주장을 펼쳤다. 그들은 다양한 전함의 표준화된 분류를 약속했고, 기존 조건 하에서 영국 왕립 해군이 항상 따라잡을 수 없는 기술 혁신을 억제했다. 채트필드는 특히 독일이 그들의 Deutschland급 판처십(런던 언론에서는 "포켓 전함"으로 알려짐)을 없애기를 원했다. 왜냐하면 전함과 순양함의 특성을 모두 포함하는 그러한 배들은 규제된 전함 유형 및 설계의 세계에 대한 그의 비전에 위험했기 때문이다. 판처십을 없애려는 노력의 일환으로, 영국 해군 본부는 1932년 3월과 1933년 봄에 다시 독일이 "[베르사유] 조약의 일부 완화에 대한 도덕적 권리"를 가지고 있다고 명시했다.

## 세계 군축 회의
1932년 2월, 제네바에서 세계 군축 회의가 열렸다. 회의에서 가장 뜨겁게 논의된 쟁점 중 하나는 프랑스의 "보안"(sécurité) 요구, 즉 베르사유 조약 제5부 유지를 주장하는 것과 대조적으로 독일의 글라이히베라이히티궁("군비 평등", 즉 베르사유 조약 제5부 폐지) 요구였다. 영국은 "정직한 중재자" 역할을 하려 했고, 프랑스의 보안 요구와 독일의 글라이히베라이히티궁 요구 사이의 타협점을 찾으려 했다. 이는 실제로 베르사유 조약 제5부를 넘어선 독일의 재무장 주장을 지지하되, 프랑스에 실제적인 위협이 될 수준까지는 허용하지 않는 것을 의미했다. 이러한 노선의 여러 영국 타협안은 프랑스와 독일 대표단 모두에 의해 받아들일 수 없다고 거부되었다.
1932년 9월, 독일은 회의에서 철수하며 글라이히베라이히티궁을 달성하는 것이 불가능하다고 주장했다. 그 무렵, 나치의 선거 성공은 런던에 경종을 울렸고, 바이마르 공화국이 극적인 외교 정책 성공을 거두지 못하면 히틀러가 집권할 수 있다고 여겨졌다. 독일을 제네바로 다시 유인하기 위해, 런던이 파리에 수개월간 강력한 외교적 압력을 가한 후, 다른 모든 대표단은 1932년 12월 영국이 후원한 결의안에 투표했다. 이 결의안은 "모든 국가에 보안을 제공하는 시스템에서 이론적인 권리 평등"을 허용하는 것이었다. 독일은 회의에 복귀하는 데 동의했다. 따라서 히틀러가 총리가 되기 전부터 독일이 베르사유 조약이 설정한 한계를 넘어 재무장할 수 있다는 것이 받아들여졌지만, 독일 재무장의 정확한 범위는 여전히 협상 대상이었다.

## 아돌프 히틀러
1920년대 동안 히틀러의 외교 정책에 대한 사고는 극적인 변화를 겪었다. 정치 경력 초기에 히틀러는 영국에 적대적이었고 영국을 제국의 적이라고 여겼다. 그러나 영국이 1923년 루르 점령에 반대하자 그는 영국을 잠재적인 동맹국으로 여기게 되었다. 나의 투쟁과 그 속편인 제2의 서에서 히틀러는 1914년 이전 독일 정부가 대영 제국에 대한 해군 및 식민지 도전을 감행하여 히틀러의 관점에서 불필요하게 영국을 적대시했다고 강력히 비판했다. 히틀러의 관점에서 영국은 동료 "아리아인" 세력이었으며, 독일에 대한 해군 및 식민지 야망을 "포기"함으로써 우정을 얻을 수 있었다. 이러한 "포기"에 대한 대가로 히틀러는 프랑스(영국의 수세기 된 라이벌이자 최근 동맹국)와 소련에 대항하는 영국-독일 동맹과 동유럽에서 레벤스라움을 획득하려는 독일의 노력에 대한 영국의 동반 지원을 기대했다. 영국-독일 동맹을 향한 첫 단계로, 히틀러는 나의 투쟁에서 독일이 영국에 대한 어떤 해군 도전도 "포기"할 "해군 협정"을 추구할 의도를 언급했다.

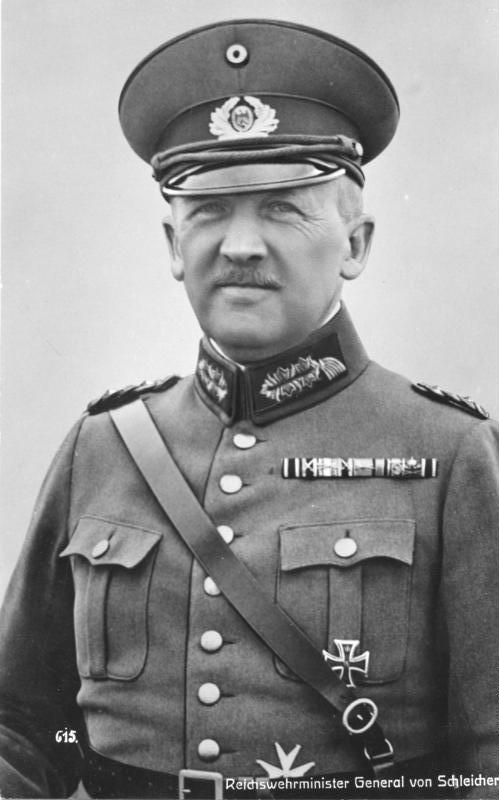
1932년 제복을 입은 쿠르트 폰 슐라이허

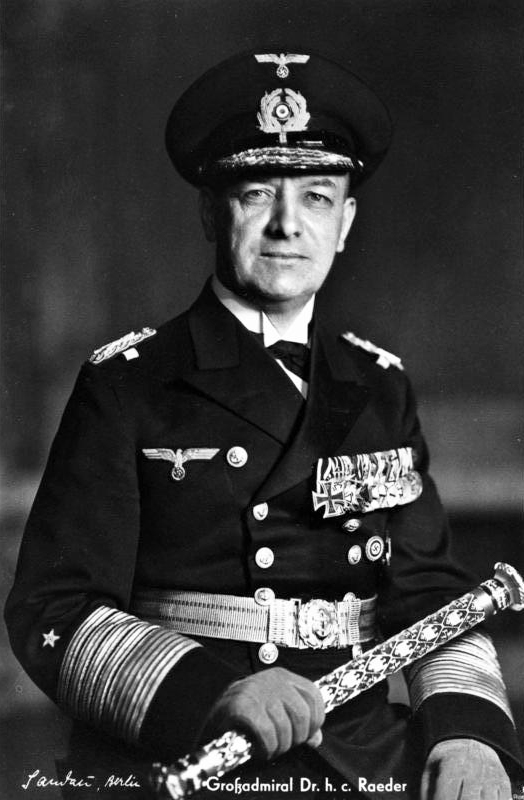
1939년 해군 제복을 입은 에리히 레더

1933년 1월, 히틀러는 독일 수상이 되었다. 그는 슐라이허 정부로부터 제네바에서 비교적 강력한 협상 위치를 물려받았다. 독일의 전략은 제한된 재무장에 대한 이상적인 제안을 내놓는 것이었는데, 이는 그러한 모든 제안이 프랑스에 의해 거부될 것이라는 예상에서 비롯된 것이었다. 이는 결국 독일이 파리의 생각과 상관없이 최대한의 재무장을 계속할 수 있도록 할 것이었다. 나치 정권의 국수주의는 프랑스를 경악시켰고, 프랑스는 군비의 "이론적 평등"에 대한 독일의 요구를 최소한으로 해석하여 독일의 전략에 말려들었다. 1933년 10월, 독일은 다시 회의에서 철수하고 다른 모든 국가들이 베르사유 수준으로 군축하거나 독일이 베르사유 이상으로 재무장할 수 있도록 허용해야 한다고 밝혔다.
독일은 영국의 다양한 타협안을 진지하게 받아들일 의사가 전혀 없었지만, 런던에서는 독일의 회의 불참이 프랑스의 "불굴성" 때문이라고 광범위하게, 비록 잘못되었지만, 비난받았다. 영국 정부는 프랑스의 "불굴성" 때문에 독일과의 군비 제한 협상 기회를 더 이상 놓쳐서는 안 된다는 확신을 갖게 되었다. 이후 영국이 독일을 세계 군축 회의로 다시 불러들이려는 시도는 독일의 방해를 받았다. 독일은 영국에게는 매력적이지만 프랑스에게는 받아들일 수 없는 제안들을 내놓았다. 1934년 4월 17일, 마지막 그러한 노력은 프랑스 외무장관 루이 바르투가 소위 "바르투 노트"에서 최신 독일 제안을 받아들일 수 없다고 거부하면서 끝났다. 이로써 프랑스는 회의 참여를 중단하고 프랑스는 필요한 모든 방법으로 자국의 안보를 지킬 것이라고 선언했다. 한편, 해군 원수 에리히 레더는 히틀러에게 판처십 2척을 추가로 주문하는 것의 이점을 설득했고, 1933년 히틀러에게 독일이 1948년까지 항공모함 3척, 순양함 18척, 판처십 8척, 구축함 48척, U보트 74척으로 구성된 함대를 보유하는 것이 최선일 것이라고 조언했다. 레더는 히틀러에게 독일이 프랑스와의 해군력 균형을 최우선 목표로 삼아야 한다고 주장했지만, 히틀러는 1933년 4월부터 영국 왕립 해군 총 톤수의 3분의 1 규모의 해군을 갖기를 희망했다.
1934년 11월, 독일은 영국에게 해군이 영국 왕립 해군의 35% 규모까지 성장할 수 있도록 하는 조약을 체결하고 싶다는 의사를 공식적으로 통보했다. 이 수치는 "순양함, 구축함, 잠수함을 제외한 영국 왕립 해군의 3분의 1"이라는 독일의 목표 문구가 수사적으로 어색했기 때문에 제시되었다. 레더는 35:100의 비율이 너무 낮다고 느꼈지만, 히틀러에 의해 기각되었다. 베르사유 조약을 넘어 해군을 확장하려는 독일의 의도를 알고 있던 어언리 채트필드 제독은 독일 해군의 미래 규모와 범위를 규제하기 위해 독일과 해군 조약을 체결하는 것이 최선이라고 거듭 조언했다. 해군본부는 런던과 베를린 사이의 35:100 톤수 비율이라는 아이디어를 "어떤 유럽 강대국도 받아들일 수 있는 최고치"라고 설명했지만, 독일이 그 규모의 해군을 건조할 수 있는 가장 빠른 시기는 1942년이며, 해군본부는 35:100보다 작은 톤수 비율을 선호하지만, 여전히 받아들일 수 있다고 정부에 조언했다. 1934년 12월, 왕립 해군 계획국장인 에드워드 킹 대령이 수행한 연구는 영국의 관점에서 미래 독일 해군이 취할 수 있는 가장 위험한 형태는 Kreuzerkrieg(순양함 전쟁) 함대일 것이라고 제안했다. 킹 대령은 판처십, 순양함, U보트로 구성된 독일의 무역 파괴 함대가 영국 왕립 해군에게 위험할 것이며, 영국 왕립 해군의 거울상과 같은 독일의 "균형 함대"가 독일 해군이 취할 수 있는 가장 덜 위험한 형태일 것이라고 주장했다. 독일의 "균형 함대"는 영국 함대가 보유한 것과 비례적으로 같은 수의 전함, 순양함, 구축함 등을 보유할 것이며, 영국의 관점에서 이는 전쟁 시 가장 쉽게 격퇴할 수 있는 독일 함대일 것이다.

## U보트 건조

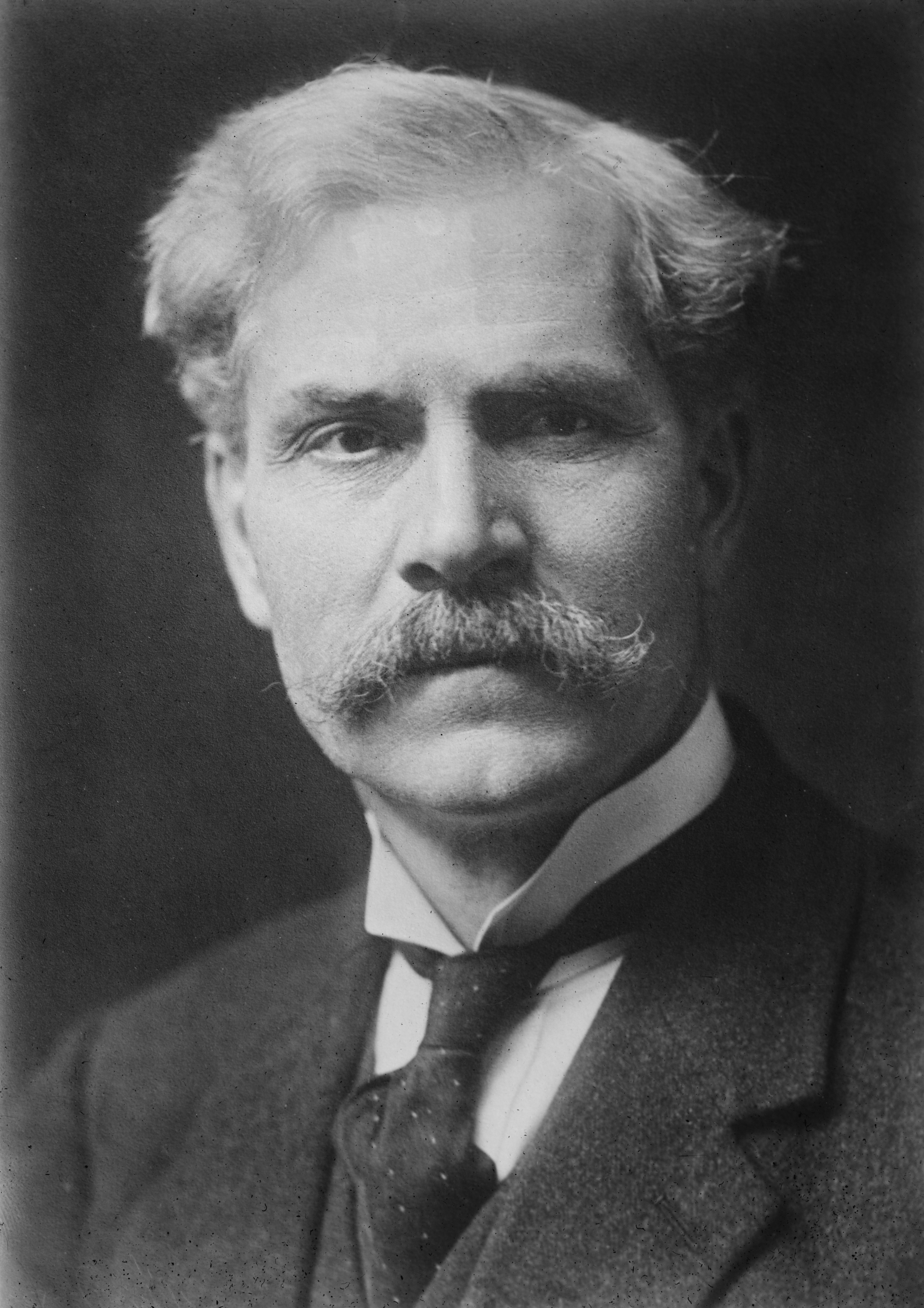
1924, 1929–1931, 1931–1935년 영국 총리 램지 맥도널드.

모든 바이마르 내각은 베르사유 조약 제5부를 어느 정도 위반했지만, 1933년부터 나치 정부는 더욱 공개적이고 강력하게 위반하기 시작했다. 그 해 독일은 제1차 세계 대전 이후 처음으로 U보트를 건조하기 시작했으며, 이 잠수함들은 1935년 4월에 진수되었다. 1935년 4월 25일, 독일에 주재하는 영국 해군 무관 제라드 뮤어헤드-굴드 대령은 해군 대령 레오폴트 뷔르크너로부터 독일이 킬에 250톤 U보트 12척을 건조하기 시작했다는 공식 통보를 받았다. 1935년 4월 29일, 영국 외무장관 존 사이먼 경은 영국 하원에 독일이 현재 U보트를 건조 중이라고 통보했다. 1935년 5월 2일, 램지 맥도널드 총리는 하원에 독일 해군의 미래 성장을 규제하기 위한 해군 조약을 체결하려는 정부의 의도를 밝혔다.

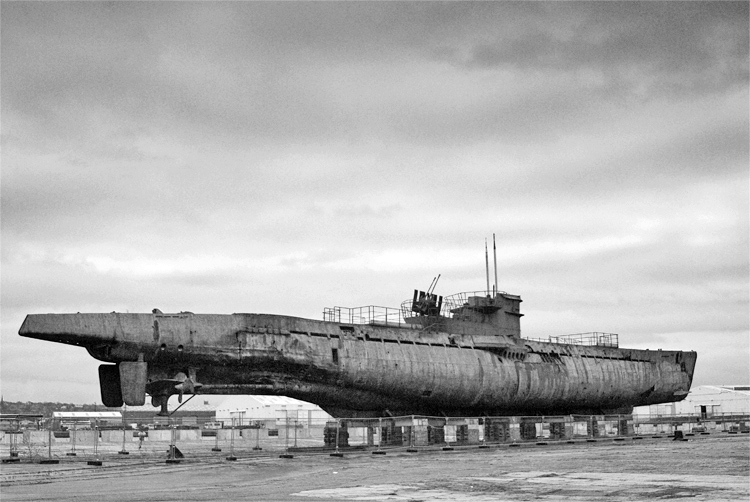
U-534, 머지사이드 비어켄헤드 독스, 잉글랜드

더 넓은 의미에서, 세계 군축 회의에서 독일의 "이론적 평등"을 지지했기 때문에, 런던은 독일에 반대할 약한 위치에 있었다. 베르사유 조약 제5부 위반에 대한 영국의 불평에 대한 독일의 답변은, 그들이 제네바의 영국 대표단이 독일에 양보할 준비가 되어 있었던 권리를 단순히 일방적으로 행사하고 있다는 것이었다. 1934년 3월, 영국 외무부 메모에는 다음과 같이 명시되어 있었다. "베르사유 조약 제5부는... 실질적으로는 죽은 것이며, 묻히지 않으면 곧 유럽의 정치적 분위기를 오염시킬 썩어가는 시체가 될 것이다. 게다가, 장례식이 있다면 히틀러가 아직 장의사에게 돈을 지불할 기분일 때 주선하는 것이 분명히 더 낫다."
1934년 12월, 독일의 재무장으로 인한 상황을 논의하기 위해 비밀 내각 위원회가 열렸다. 영국 외무장관 존 사이먼 경은 위원회 회의 중 하나에서 "독일의 재무장을 합법화하는 것의 대안이 그것을 막는 것이라면, 그것을 합법화하지 않는 데 모든 것을 말할 수 있을 것이다"라고 말했다. 그러나 런던은 이미 독일의 재무장을 막기 위한 전쟁이라는 아이디어를 거부했기 때문에, 영국 정부는 독일의 국제연맹 및 세계 군축 회의 복귀와 교환으로 제5부를 폐지하는 외교 전략을 선택했다. 같은 회의에서 사이먼은 "독일은 '정직한 여성'이 되는 것을 선호하는 것으로 보인다. 그러나 그녀가 불법적인 관행에 너무 오래 빠져들고 그것 때문에 고통받지 않는다는 것을 경험으로 알게 되면, 이러한 칭찬할 만한 야망은 사라질 수 있다"고 말했다. 1935년 1월, 사이먼은 조지 5세에게 다음과 같이 썼다. "실용적인 선택은 어떠한 규제나 협정 없이 계속 재무장하는 독일과, 그 권리 인정과 평화 조약의 일부 수정으로 인해 국제 사회에 편입되어 유럽 안정에 기여하는 독일 사이이다. 이 두 가지 경로 중 어느 것이 더 현명한지는 의심할 여지가 없다." 1935년 2월, 프랑스 총리 피에르 라발과 영국 총리 램지 맥도널드 간의 런던 정상회담은 런던에서 영불 공동 성명을 발표하게 되었다. 이 성명은 독일과의 군비 제한, 항공 협정, 동유럽 및 다뉴브강 연안 국가들을 위한 안보 협정에 대한 회담을 제안했다.

## 회담
1935년 3월 초, 베를린에서 히틀러와 사이먼 간에 독일의 재무장 규모와 범위를 논의하기 위한 회담이 예정되어 있었으나, 독일이 베르사유 조약을 위반하고 있다는 이유로 더 높은 국방 예산을 정당화하는 영국 정부의 백서에 히틀러가 불쾌감을 표하여 회담이 연기되었다. 히틀러가 "회복"하고 사이먼이 방문하는 사이, 독일 정부는 베르사유 조약의 육상 및 공중 군축 관련 조항들을 공식적으로 거부할 기회를 잡았다. 1930년대에 영국 정부는 독일의 폭격 공격으로 런던이 파괴될 것이라는 생각에 사로잡혀 폭격을 불법화하는 항공 협정에 큰 가치를 두었다. 해군 협정은 항공 협정을 위한 유용한 디딤돌로 여겨졌다. 1935년 3월 26일, 사이먼과 그의 대리인 앤서니 이든과의 회담 중 하나에서 히틀러는 베르사유 조약의 해군 군축 부분을 거부할 의사를 밝혔지만, 독일 해군 재무장 규모를 규제하는 조약에 대해서는 논의할 준비가 되어 있다고 말했다. 1935년 5월 21일, 히틀러는 베를린 연설에서 독일 해군이 영구적으로 35:100의 해군 비율로 운용될 수 있도록 하는 조약을 논의할 것을 공식적으로 제안했다. 5월 21일의 "평화 연설"에서 히틀러는 영국과의 1914년 이전 스타일의 해군 군비 경쟁에 참여할 의도가 없다고 부인하며 다음과 같이 말했다. "독일 제국 정부는 대영 제국을 보호하기 위한 해상 지배의 압도적인 존재 중요성과 정당성을 스스로 인식하고 있으며, 다른 한편으로 우리는 우리 자신의 대륙적 존재와 자유를 보호하는 데 필요한 모든 것을 할 의지가 있다." 히틀러에게 그의 연설은 영국-독일 동맹의 상응 관계를 보여주었는데, 영국이 독일의 유럽 대륙 지배를 받아들이는 대가로 독일은 영국의 해상 지배를 받아들이는 것이었다.

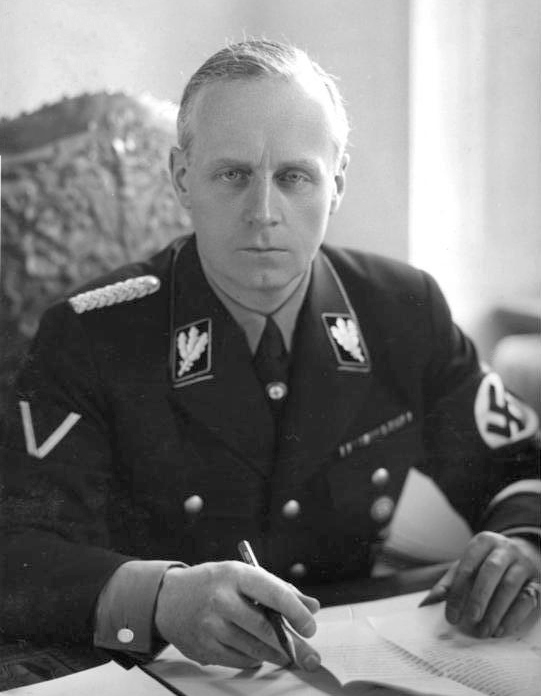
영국-독일 해군 협상을 위해 런던으로 파견된 독일 대표단 단장 요아힘 폰 리벤트로프.

1935년 5월 22일, 영국 내각은 히틀러의 5월 21일 제안을 가능한 한 빨리 공식적으로 수락하기로 투표했다. 베를린 주재 영국 대사 에릭 핍스 경은 런던에 "프랑스의 근시안적인 태도 때문에" 독일과의 해군 협상 기회를 놓쳐서는 안 된다고 조언했다. 채트필드는 내각에 "[히틀러의] 제안에 반대하는 것은 매우 현명하지 못한 일이지만, 프랑스의 반응은 더욱 불확실하며, 우리 전함 교체에 미칠 영향은 더욱 불확실하다"고 통보했다.
1935년 3월 27일, 히틀러는 요아힘 폰 리벤트로프를 해군 조약 협상을 위한 독일 대표단 단장으로 임명했다. 리벤트로프는 히틀러의 전권대사(독일 외무부 소속)와 나치 당 조직인 리벤트로프 국장으로 재직하며 외무부와 경쟁했다. 독일 외무장관 콘스탄틴 폰 노이라트 남작은 처음에는 이 안배에 반대했지만, 영국이 35:100 비율을 절대 받아들이지 않을 것이라고 판단하고 리벤트로프를 단장으로 하는 것이 자신의 경쟁자를 실추시키는 가장 좋은 방법이라고 결정하자 마음을 바꿨다.
1935년 6월 2일, 리벤트로프가 런던에 도착했다. 회담은 1935년 6월 4일 화요일 해군 본부에서 시작되었으며, 리벤트로프가 독일 대표단을 이끌고 사이먼이 영국 대표단을 이끌었다. 어떤 대가를 치르더라도 임무에 성공하기로 결심한 리벤트로프는 주말까지 영국이 35:100 비율을 "확정적이고 변경 불가능한" 것으로 받아들여야 하며, 그렇지 않으면 독일 대표단은 귀국하여 독일이 원하는 어떤 규모로든 해군을 건조할 것이라고 말하며 회담을 시작했다. 사이먼은 리벤트로프의 행동에 분명히 화를 냈다. "협상 시작 단계에서 그러한 조건을 내세우는 것은 통상적이지 않다." 사이먼은 회담장을 나갔다.
1935년 6월 5일, 영국 대표단 내에서 의견 변화가 일어났다. 영국 내각에 제출된 보고서에는 "우리 자신의 이익을 위해 히틀러의 제안이 아직 유효할 때 이를 수락해야 한다는 것이 분명한 의견이다.... 만약 우리가 지금 이 논의 목적을 위해 제안 수락을 거부한다면, 히틀러는 제안을 철회할 것이고 독일은 35%보다 더 높은 수준으로 건설을 추진할 것이다.... 과거 역사와 독일이 이 나라의 심각한 해군 라이벌이 될 수 있는 능력을 고려할 때, 우리가 이 기회를 잡지 못하면 후회할 수도 있다...". 또한 6월 5일, 영국 외무부 해군 전문가이자 외무부 미주국장인 로버트 크레이기 경과 리벤트로프의 대리인 칼게오르크 슈스터 제독 간의 회담에서 독일은 35:100 비율이 함선 톤수로 표현될 것이며, 독일은 다양한 전함 범주에서 영국 톤수에 해당하는 톤수까지 건조할 것임을 인정했다. 같은 날 오후, 영국 내각은 35:100 비율을 수락하기로 투표했고, 리벤트로프는 저녁에 내각의 수락을 통보받았다.
그 다음 2주 동안, 런던에서는 다양한 기술적 문제, 주로 다양한 전함 범주에서 톤수 비율이 어떻게 계산될 것인지에 대해 계속 논의했다. 예를 들어, 잠수함의 경우 전쟁해군은 영국 왕립 해군의 45%만큼 잠수함을 가질 수 있었다. 그러나 특정 상황에서는 이를 100%까지 늘릴 수 있었다. 리벤트로프는 성공에 필사적이어서 거의 모든 영국의 요구 사항에 동의했다. 1935년 6월 18일, 리벤트로프와 새로운 영국 외무장관 새뮤얼 호어 경이 런던에서 협정에 서명했다. 히틀러는 서명일인 1935년 6월 18일을 "자신의 인생에서 가장 행복한 날"이라고 불렀는데, 이는 그가 이 날이 영국-독일 동맹의 시작을 의미한다고 믿었기 때문이다.

## 프랑스의 반응
해군 협정은 1935년 6월 18일 런던에서 영국 정부가 프랑스 및 이탈리아와 상의 없이, 또는 나중에 비밀 합의 내용을 통보하지 않고 체결되었다. 비밀 합의는 독일이 특정 범주에서 당시 서유럽 3대 강국 중 어느 나라도 보유하지 않았던 더 강력한 전함을 건조할 수 있도록 규정했다. 프랑스 정부는 이를 배신 행위로 간주했으며, 히틀러의 식욕을 더 키우는 또 다른 유화 정책으로 보았다. 또한 영국이 사적인 이득을 위해 평화 조약을 더욱 약화시켜 독일의 전반적인 군사력 증강에 기여한 것을 불쾌하게 여겼다. 프랑스는 영국이 독일을 베르사유 조약의 해군 조항 준수 의무에서 면제할 법적 권리가 없다고 주장했다.
프랑스에 대한 추가적인 모욕으로, 해군 협정은 프로이센과 영국이 이끄는 군대가 나폴레옹 휘하의 프랑스군을 격파한 워털루 전투 120주년에 체결되었다.

## 영향

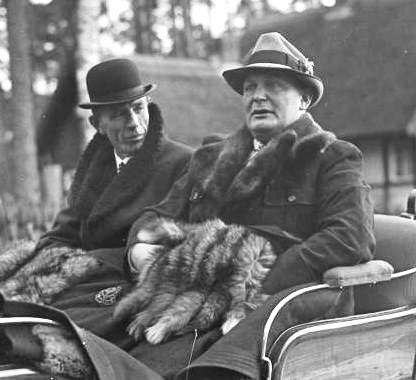
1937년 11월 20일 독일 쇼르프하이데에서 핼리팩스 경과 헤르만 괴링.

군함을 건조하는 데 필요한 오랜 시간과 협정의 짧은 지속 기간 때문에 그 영향은 제한적이었다. 독일과 영국 해군 전문가들은 독일이 35% 제한에 도달할 수 있는 가장 빠른 시기는 1942년으로 추정했다. 실제로 조선 공간 부족, 설계 문제, 숙련공 부족, 그리고 필요한 원자재를 구매하기 위한 외화 부족은 독일 해군의 재건을 늦추었다. 육군과 루프트바페 다음으로 독일 재무장 우선순위에서 세 번째였던 전쟁해군(독일 해군이 1935년에 재명명됨)의 강철과 비철금속 부족으로 인해 1939년 히틀러가 협정을 파기할 때에도 전쟁해군은 35% 제한에 훨씬 못 미쳤다.
전쟁해군이 함선 범주별로 35% 톤수 비율을 나누어야 하는 요구사항은 독일로 하여금 영국 우선순위를 반영하는 대칭적인 "균형 함대" 건조 프로그램을 구축하게 만들었다. 영국 왕립 해군 지휘부는 "균형 함대"가 가장 쉽게 격퇴할 수 있는 독일 함대이고, 독일의 무역 파괴 함대가 가장 위험하다고 생각했기 때문에 이 협정은 영국에 상당한 전략적 이점을 가져다주었다. 무엇보다 영국 왕립 해군이 "포켓 전함"을 건조하지 않았기 때문에 채트필드는 판처십 건조의 종말을 높이 평가했다.
1938년 5월, 전쟁해군이 영국과의 전쟁을 계획하기 시작했을 때, 전쟁해군의 고위 작전 장교 헬무트 헤이 사령관은 전쟁해군을 위한 최상의 전략은 U보트, 경순양함, 판처십이 함께 작전하는 순양함전(Kreuzerkrieg) 함대라고 결론지었다. 그는 기존 협정에 의해 지시된 건조 우선순위에 대해 비판적이었는데, 이는 독일의 "균형 함대"가 영국 왕립 해군을 격파할 현실적인 가능성이 없었기 때문이다. 이에 따라 독일 해군 고위 장교들은 순양함전 유형 함대로 전환하여 영국 상선을 공격하는 무역 파괴 전략을 추구해야 한다고 주장하기 시작했지만, 히틀러에 의해 기각되었다. 히틀러는 독일의 "균형 함대" 건설의 명성을 주장했다. 그러한 함대는 머핸의 전략, 즉 북해에서 영국 왕립 해군과의 결정적인 전투를 통해 해상 우위를 확보하려는 시도를 할 것이다. 조지프 마이올로, 제프리 틸, 전쟁해군 공식 역사 저자들과 같은 역사가들은 순양함전 함대가 독일에 영국의 해군력을 손상시킬 최상의 기회를 제공했으며, 영국이 1930년대에 그러한 함대가 건조되지 않도록 함으로써 전략적으로 이득을 보았다는 채트필드의 주장에 동의했다.

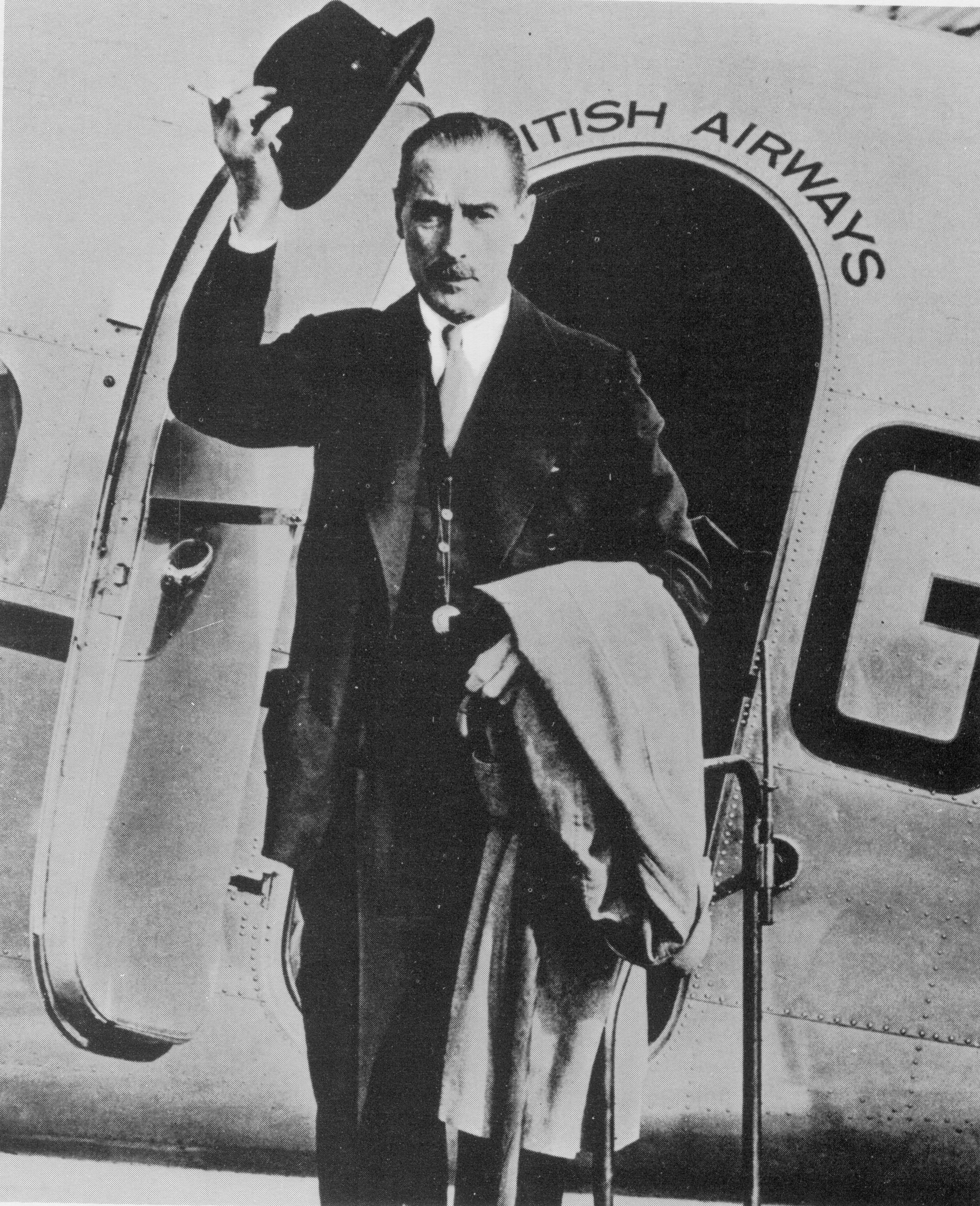
1939년 8월, 네빌 헨더슨이 크로이던 공항에서 베를린으로 출발한다.

영국-독일 관계 분야에서 이 협정은 상당한 중요성을 가졌다. 크레이기가 리벤트로프에게 알린 바와 같이 영국은 이 협정이 "더 넓은 틀 안에서 추가적인 합의를 용이하게 하기 위해 고안되었으며, 그 외 다른 의도는 없었다"고 희망을 표명했다. 또한 영국은 이를 독일에 대한 독일의 의도를 측정하는 "잣대"로 보았다. 히틀러는 이를 영국-독일 동맹의 시작으로 간주했으며, 그렇게 되지 않자 매우 짜증을 냈다.
1937년에 이르러 히틀러는 독일의 외교 정책이 점차 반영국적인 방향으로 나아가고 있다는 확신을 반영하여 전쟁해군에 할당되는 제국 마르크와 원자재의 양을 모두 늘리기 시작했다. 1937년 12월, 히틀러는 전쟁해군에 16인치 포 전함 6척을 건조하기 시작하라고 명령했다. 1937년 11월 핼리팩스 경과의 회담에서 히틀러는 이 협정이 영국-독일 관계 분야에서 "망가지지 않은" 유일한 항목이라고 밝혔다.
1938년까지 독일은 이 협정을 이용하여 런던에 유럽 대륙을 독일의 정당한 영향권으로 인정하도록 압력을 가하는 수단으로만 삼았다. 1938년 4월 16일 영국 주재 독일 대사 네빌 헨더슨과 헤르만 괴링의 회담에서 괴링은 이 협정이 영국에서 전혀 가치가 없었으며 히틀러가 당시 아무런 대가도 없이 이에 동의한 것을 몹시 후회한다고 밝혔다. 괴링은 이 협정이 실수였지만, 독일은 적대적인 영국에 대해 이 점에 있어서 열등한 상태로 머물지 않을 것이며 100% 기준으로 건조할 것이라고 말했다.
괴링의 발언에 대한 응답으로, 합동 해군 본부-외무부 각서가 헨더슨에게 보내져 그가 독일에 다음과 같이 통보해야 한다고 알렸다.
헤르만 괴링 원수의 위협은 특정 상황에서 독일이 1935년 영국-독일 해군 협정을 파기한 후 영국 함대의 100%까지 건조를 진행할 수 있다는 것인데, 이는 분명 허세이다 [원본 강조]. 양국 해군의 규모에 현재 큰 차이가 있다는 점을 고려할 때, 이 위협은 영국 함정 건조가 상당 기간 동안 정지하고 독일 톤수가 그 수준까지 건조되어야만 실행될 수 있다. 이는 일어나지 않을 것이다. 독일이 원한다면 1942년까지 35% 수치를 달성할 수 있거나 훨씬 더 일찍 달성할 수 있다는 것은 의심할 여지가 없지만, (원자재, 외화 문제 및 육상 및 공중 재무장에 우선순위를 두어야 하는 필요성, 그리고 우리 자신의 대규모 프로그램 등을 고려할 때) 앞으로 몇 년 동안 그 수치를 상당히 초과할 가능성은 낮다. 이는 우리가 1935년 영국-독일 협정의 파기를 피하는 데 모든 관심을 가지고 있지 않다는 말이 아니다. 이 협정의 파기는 독일의 의도에 대한 현재의 불확실성을 야기하고, 궁극적으로 우리 해군과 동등한 수준을 시도하려는 위협을 초래할 수 있는데, 독일이 우리 자신의 해군 건조 능력에 거의 뒤지지 않는 능력을 가지고 있다고 평가된다는 점을 고려할 때 이는 잠재적으로 위험하다고 간주되어야 한다. 실제로 해군 협정은 영국 정부에 너무 중요하여 괴링 장군이 바라던 영국과 독일 간의 일반적인 이해가 독일 정부가 해군 협정을 파기한다면 더 이상 가능할 것이라고는 상상하기 어렵다. 사실, 그러한 일반적인 이해의 일부로 후자의 재확인이 필요할 가능성이 높다.

독일 해군은 독일에게 주로 영국에 정치적 압력을 가하는 수단이었다. 전쟁 전, 독일은 영국과의 해군 경쟁을 중단하거나 완화할 용의가 있었지만, 이는 어떤 유럽 분쟁에서도 중립을 약속하는 대가로만 가능했다. 히틀러는 다른 방법으로 같은 것을 시도했지만, 다른 독일 정치인들과 마찬가지로 그는 그림의 한 면만 보았다. 그의 저작물에서 분명히 알 수 있듯이, 그는 전쟁 전 해군 경쟁이 양국 간의 나쁜 관계를 형성하는 데 중요한 역할을 했다는 점에 크게 감명받았다. 따라서 그는 그 경쟁을 제거하는 것이 좋은 관계를 얻는 데 필요한 전부라고 주장했다. 해군 경쟁을 자발적으로 포기함으로써 그는 양국 관계가 너무나 개선되어 영국이 독일의 대륙 정책에 간섭할 필요를 느끼지 않을 것이라고 희망했다.

그는 다른 독일 정치인들처럼 영국이 순수 해군 라이벌로부터의 위험뿐만 아니라, 특히 저지대 국가와 채널 항구를 위협할 수 있는 위치에 있는 어떤 공격적인 군사 강국의 유럽 지배에 대해서도 반응할 수밖에 없다는 점을 간과했다. 영국의 순종은 한 요소를 다른 요소와 교환함으로써 결코 얻을 수 없었으며, 그렇게 시도하는 어떤 나라도 독일이 그랬듯이 실망과 환멸을 초래할 수밖에 없었다.

## 뮌헨 협정과 폐기
1938년 9월 뮌헨 협정으로 이어진 뮌헨 회의에서 히틀러는 네빌 체임벌린에게 만약 영국 정책이 "특정 상황에서" 영국이 유럽 본토 전쟁에 개입할 수 있음을 "명확히 하는" 것이라면, 협정을 위한 정치적 전제 조건은 더 이상 존재하지 않으므로 독일은 이를 폐기해야 한다고 통보했다. 이는 체임벌린이 1938년 9월 30일 영독 선언에 이를 언급하도록 이끌었다.

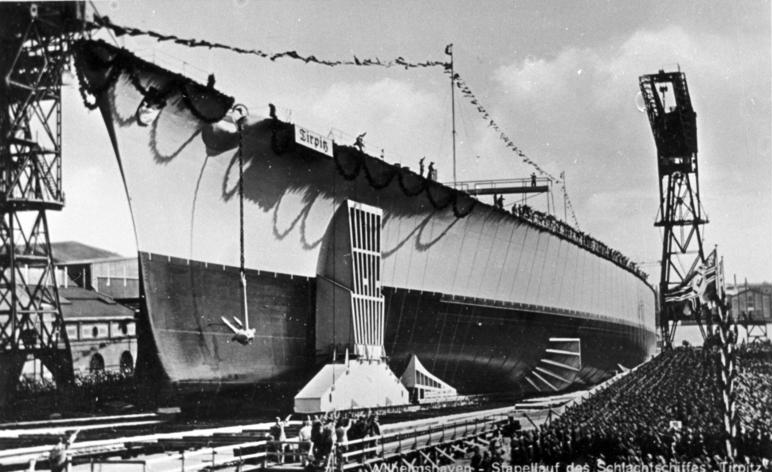
티르피츠 전함이 진수 시 슬립웨이를 미끄러져 내려가는 모습

1930년대 후반, 히틀러는 영국에 대한 환멸로 인해 독일 외교 정책이 점차 반영국적 노선을 걷게 되었다. 영국에 대한 히틀러의 인식 변화의 중요한 징후는 1939년 1월에 전쟁해군에 돈, 숙련공, 원자재 할당에서 최우선 순위를 부여하고, 1944년까지 영국 왕립 해군을 격파할 목적으로 전함 10척, "포켓 전함" 16척, 항공모함 8척, 중순양함 5척, 경순양함 36척, U보트 249척으로 구성된 거대한 전쟁해군을 건설하는 Z 계획을 발동하기로 결정한 것이다. Z 계획에서 구상된 함대가 협정의 35:100 비율보다 훨씬 컸기 때문에 독일이 협정을 파기하는 것은 필연적이었다. 1938년 겨울부터 1939년 초까지 런던은 독일이 더 이상 협정을 준수할 의도가 없다는 것이 분명해졌으며, 이는 영국-독일 관계를 긴장시키는 데 한몫했다. 1938년 10월에 협정 파기를 고려 중이라는 보고서는 핼리팩스가 내각 토론에서 독일에 대한 더 강경한 정책의 필요성을 주장하는 데 사용되었다. 1938년 12월 9일 독일이 협정에서 허용된 잠수함의 100% 비율과 중순양함의 제한까지 건조할 의도를 밝히면서, 체임벌린은 런던 주재 독일 뉴스 기관 기자들 앞에서 "야망이 지배욕으로 이어진다면 야망은 무의미하다"고 경고하는 연설을 했다.
동시에 핼리팩스는 영국 주재 독일 대사 헤르베르트 폰 디르크젠에게 그의 정부가 독일의 건조 확대에 대한 세부 사항을 논의하기 위한 회담을 독일의 진정성을 시험하는 사례로 간주한다고 통보했다. 1938년 12월 30일 베를린에서 회담이 시작되었을 때, 독일은 고집스러운 태도를 취했고, 이는 런던으로 하여금 독일이 회담 성공을 바라지 않는다고 결론 내리게 만들었다.
1939년 3월 31일 영국의 폴란드 "보장"에 대한 히틀러의 반응은 영국 조치에 격분하여 "나는 그들에게 악마의 음료를 끓여주겠다"고 선언했다. 빌헬름스하펜에서 전함 티르피츠의 진수식 연설에서 히틀러는 영국이 폴란드 독립 "보장"으로 대표되는 "포위" 정책을 고수한다면 협정을 파기하겠다고 위협했다. 1939년 4월 28일, 히틀러는 협정을 파기했다. 협정 파기를 위한 구실을 제공하고 새로운 해군 조약의 등장을 막기 위해 독일은 조선에 대한 정보 공유를 거부하기 시작했고, 이는 영국에게 일방적인 독일의 조치를 수용하거나 거부하여 독일에게 파기할 구실을 제공할 선택권을 남겼다.
1939년 5월 3일 내각 회의에서 해군 본부 제1차관 제임스 스탠호프 경은 "현재 독일은 최대한 빨리 함정을 건조하고 있지만 1942년이나 1943년 이전에는 35% 비율을 초과할 수 없을 것"이라고 말했다. 당시 국방 조정 장관이었던 채트필드는 히틀러가 협정 수락의 대가로 영국이 독일에 동유럽에서 "자유로운 행동"을 허용했다고 "스스로 확신"했다고 언급했다. 체임벌린은 영국이 독일에 그러한 이해를 결코 준 적이 없으며, 1938년 9월 베르히테스가덴 정상회담에서 총통과의 회담에서 그러한 암묵적 거래에 대한 히틀러의 믿음을 처음 알게 되었다고 언급했다. 나중에 내각에 제출된 보고서에서 채트필드는 "우리는 히틀러가 1935년에 우리가 100:35 비율을 받아들이는 대가로 그에게 동유럽과 중유럽에서 자유로운 행동을 주었다고 생각했다고 말할 수 있겠지만, 우리는 이 견해의 정확성을 받아들일 수 없으므로 1935년 합의를 폐지하는 것이 더 나을 수 있다"고 말했다.
결국 영국은 독일의 조치에 대해 영국이 적대적 동맹으로 독일을 "포위"하려 한다는 독일의 주장을 강력히 반박하는 외교적 서한으로 답했다. 독일의 파기 선언과 Z 계획으로 인한 1939년 6월 독일 함정 건조 증가 보고는 체임벌린 정부가 서유럽과 동유럽 모두에 "평화 전선"을 구축하여 독일을 "억제"할 필요성을 확신시키는 데 중요한 역할을 했고, 1939년 체임벌린 정부에서 독일 정책이 영국에 위협이 된다는 인식을 높였다.

## 같이 보기
- 유화정책
- 스트레사 전선
- 유럽에서의 제2차 세계 대전 발발 전 사건
- Z 계획

## 내용주
1. ↑  Maiolo 1998, 35–36쪽.
2. ↑  League of Nations Treaty Series, vol. 161, pp. 10–20.
3. 1 2  Maiolo 1998, 37쪽.
4. ↑  Maiolo 1998, 20쪽.
5. ↑  Gilbert 1966, 57쪽.
6. ↑  Medlicott 1969, 3쪽.
7. ↑  Document 181 C10156/2293/118 "Notes by Sir Maurice Hankey on Hitler's External Policy in Theory and Practice October 24, 1933" from British Documents on Foreign Affairs Germany 1933 page 339.
8. ↑  Maiolo 1998, 11–12쪽.
9. ↑  Maiolo 1998, 12–13쪽.
10. ↑  Maiolo 1998, 13–15쪽.
11. ↑  Maiolo 1998, 11–12, 14–15쪽.
12. ↑  Maiolo 1998, 15–16쪽.
13. ↑  Maiolo 1998, 15–16, 21쪽.
14. 1 2  Maiolo 1998, 21쪽.
15. ↑  Weinberg 1970, 40쪽.
16. ↑  Doerr 1998, 128쪽.
17. ↑  Jäckel 1981, 31쪽.
18. 1 2  Jäckel 1981, 20쪽.
19. ↑  Maiolo 1998, 22쪽.
20. ↑  Maiolo 1998, 23쪽.
21. 1 2  Maiolo 1998, 24쪽.
22. 1 2 3  Kershaw 1998, 556쪽.
23. ↑  Maiolo 1998, 26쪽.
24. ↑  Maiolo 1998, 26–18쪽.
25. 1 2  Maiolo 1998, 68–69쪽.
26. 1 2  Maiolo 1998, 69–70쪽.
27. ↑  Maiolo 1998, 29–30쪽.
28. 1 2 3  Maiolo 1998, 33쪽.
29. ↑  Medlicott 1969, 9쪽.
30. 1 2  Dutton 1992, 187쪽.
31. ↑  Dutton 1992, 188쪽.
32. ↑  Haraszti 1974, 22쪽.
33. ↑  Messerschmidt 1990, 613쪽.
34. 1 2  Maiolo 1998, 31–32쪽.
35. ↑  Weinberg 1970, 212쪽.
36. 1 2 3 4 5  Maiolo 1998, 34쪽.
37. ↑  Bloch 1992, 68–69쪽.
38. ↑  Bloch 1992, 69쪽.
39. 1 2  Maiolo 1998, 35쪽.
40. 1 2  Bloch 1992, 72쪽.
41. 1 2  Bloch 1992, 73쪽.
42. 1 2  Bloch 1992, 73–74쪽.
43. 1 2  Weller (1962), p. 94.
44. ↑  Kershaw 1998, 558쪽.
45. ↑  Hildebrand 1973, 39쪽.
46. ↑  Shirer 1990, 249–250쪽.
47. ↑  Maiolo 1998, 57–59쪽.
48. ↑  Maiolo 1998, 60쪽.
49. 1 2  Maiolo 1998, 68–70쪽.
50. 1 2  Maiolo 1998, 71쪽.
51. ↑  Maiolo 1998, 71–72쪽.
52. ↑  Maiolo 1998, 73쪽.
53. ↑  Maiolo 1998, 184쪽.
54. ↑  Maiolo 1998, 48, 190쪽.
55. 1 2  Maiolo 1998, 48, 138쪽.
56. ↑  Maiolo 1998, 155쪽.
57. ↑  Maiolo 1998, 155–156쪽.
58. ↑  Haraszti 1974, 245쪽.
59. ↑  Haraszti 1974, 248–249쪽.
60. ↑  Maiolo 1998, 156쪽.
61. ↑  Maiolo 1998, 70–71, 154–155쪽.
62. ↑  Maiolo 1998, 74, 164–165쪽.
63. ↑  Maiolo 1998, 165쪽.
64. ↑  Maiolo 1998, 167–168쪽.
65. ↑  Maiolo 1998, 169쪽.
66. ↑  Maiolo 1998, 170쪽.
67. ↑  Maiolo 1998, 170–171쪽.
68. 1 2 3  Maiolo 1998, 178쪽.
69. 1 2 3 4  Maiolo 1998, 179쪽.
70. 1 2  Maiolo 1998, 181쪽.
71. ↑  Maiolo 1998, 180–181, 184쪽.